# Universidade Técnica de Yıldız

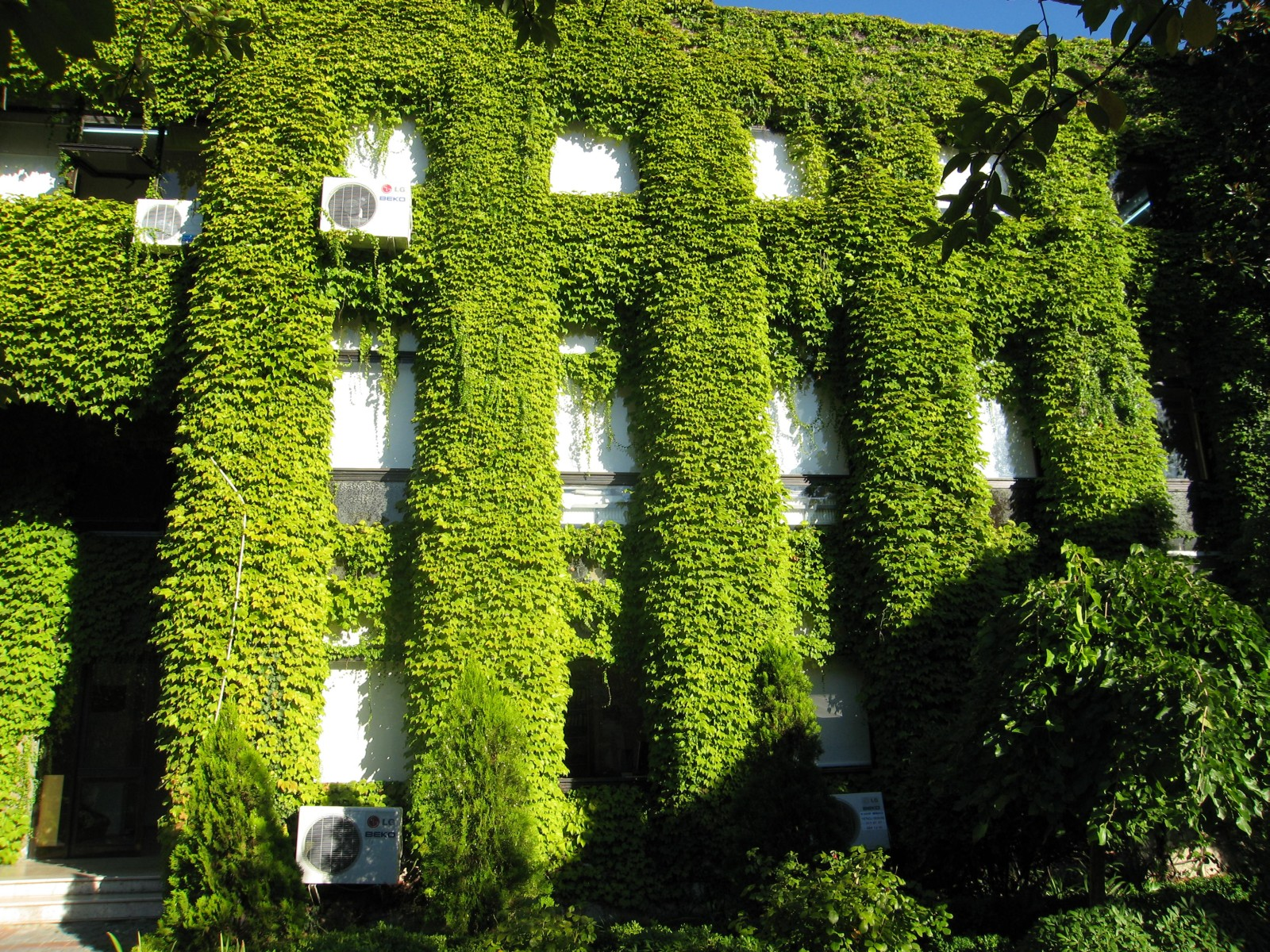
Vista do edifício da Reitoria

A Universidade Técnica de Yıldız[a] (em turco: Yıldız Teknik Üniversitesi, YTÜ or YTU), é uma universidade técnica de dedicada às ciências  de engenharia e uma das mais proeminentes instituições de ensino de Istambul, Turquia. O campus principal situa-se no bairro de Yıldız, distrito de Beşiktaş.

## História
A história da YTÜ remonta a 1911, quando foi criada com o nome de Kondüktör Mekteb-i Âlisi (Escola de Superior de "Condutores"), para formar "condutores" (depois chamados "oficiais de ciência" e atualmente conhecidos como "técnicos") requeridos pela secção de obras públicas da municipalidade de Istambul. A modelo e cursos dessa da escola foram baseados na "École de Conducteur"{esclarecer}} e dependia do Ministério das Obras Públicas.
O nome da escola foi mudado para Nafia Fen Mektebi (Escola de Obras Públicas) em 1922 e a duração dos cursos foi aumentada para dois anos e meio em 1926 e três anos em 1931. Após o aumento das estruturas públicos os os novos requisitos para serviços técnicos, a lei ordenou o encerramento da Nafia Fen Mektebi e o estabelecimento de uma escola técnica capaz de formar profissionais técnicos e engenheiros. A escola tinha um programa de dois anos para técnicos e um programa de quatro anos para engenheiros. Nessa altura foram concedidos à escola edifícios nos anexos do Palácio de Yıldız que ainda hoje estão em uso.
Nos primeiros tempos, a escola tinha departamentos de construção e ciência mecânica. A partir do semestre de 1942-1943, foram criados departamentos de eletricidade e arquitetura. Em 1969 a escola foi transformada numa instituição autónoma de ensino superior e de investigação. Em 1971, com o encerramento das escolas profissionais, as escolas de engenharia passaram a ficar sob a alçada da Academia Estatal de Engenharia e Arquitetura de Istambul. Esta instituição, juntamente com a equivalente de Kocaeli e a Escola Profissional de Kocaeli, foram fundidas para formar a Universidade de Yıldız.
O nome atual foi atribuído em 1992, quando também houve uma reorganização que dividiu a Faculdade de Engenharia em quatro faculdades: Eletricidade e Eletrónica; Construção; Mecânica, Química e Metalurgia; e Economia e Ciências Administrativas. A Faculdade de Engenharia de Kocaeli e a Escola Profissional de Kocaeli foram separadas da universidade para passarem a integrar a nova Universidade de Kocaeli. Em 2010 a YTÜ tinha 21 473 estudantes, 1 384, nove faculdades, dois institutos, uma escola  superior profissional e uma escola de línguas estrangeiras. 